# Densha otoko (serie televisiva)
Densha otoko (電車男?, Densha otoko) è un dorama estivo di Fuji TV trasmesso nel 2005; si basa sull'omonimo romanzo Train Man del 2004, da cui poi è stata anche tratta una serie manga ed una pellicola cinematografica.
La serie si compone di 11 puntate più uno special ed un film special per la televisione conclusivo di due ore intitolato Densha otoko DELUXE - Saigo no seizen (電車男DELUXE 最後の聖戦?, Densha otoko DELUXE - Saigo no seizen), ambientato a Tahiti.

## Trama
La storia segue le vicende di Tsuyoshi, un giovane uomo che salva un giorno la bella Saori da un ubriaco che la stava molestando in treno; la ragazza successivamente come regalo di ringraziamento gli manda via posta un servizio di tazze da tè firmate Hermès.
Tsuyoshi è un classico otaku spaventato dalla realtà del modo intorno a lui; non avendo mai ricevuto un regalo da una donna, né tantomeno aver mai avuto una ragazza, cerca immediatamente consigli sul da farsi dai suoi amici di internet. Trovando in essi la forza, sicurezza e conforto necessario, cerca il coraggio per poter confessare i suoi reali sentimenti a Saori: non ha idea di star per scatenare un fenomeno online a catena.
Tutta la serie è percorsa da sequenze oniriche caratterizzanti i personaggi, attraverso cui si vengono a conoscere le loro più riposte fantasie.

## Interpreti e personaggi
- Misaki Itō - Saori Aoyama alias "Hermes"
- Atsushi Itō - Tsuyoshi Yamada alias "Train Man"/"Densha otoko", l'uomo del treno. Un ingegnere geek.
- Shiraishi Miho - Misuzu Jinkama
- Eriko Satō - Kaho Sawazaki
- Sudo Risa - Yuko Mizuki
- Mokomichi Hayami - Keisuke Aoyama, fratello più giovane di Saori
- Maki Horikita - Aoi Yamada, la sorella più giovane di Tsuyoshi
- Shirou Kishibe - Tsuneo Yamada, padre di Tsuyoshi
- Gekidan Hitori - Yuusaku Matsunaga
- Sugawara Eiji - Shinji Kawamoto
- Saori Koide - Karin Takeda
- Shun Oguri - Munetaka Minamoto
- Kosuke Toyohara - Kazuya Sakurai
- Kumiko Akiyoshi - Yuki Aoyama, madre di Saori
- Chizu Sakurai - Ryoko Hashizume
- Seiji Rokkaku - Sadao Ushijima
- Yōichi Nukumizu - Susumu Ichisaka
- Tatsuya Gashuin - Tominaga
- Iori Nomizu - Moe Kagami (Meganekko/membro del consiglio spedizione)
- Jirō Satō

### Del film Densha otoko DELUXE - Saigo no seizen
- Misaki Itō - Aoyama Saori
- Atsushi Itō - Yamada Tsuyoshi
- Miho Shiraishi - Jinkama Mizuzu
- Kosuke Toyohara - Kazuya Sakurai
- Eriko Satō - Sawazaki Kaho
- Risa Sudo - Mizuki Yuko
- Hitori Gekidan - Matsunaga Yusaku
- Eiji Sugawara - Kawamoto Shinji
- Maki Horikita - Aoi Yamada
- Akiyoshi Kumiko - Aoyama Yuki
- Kazuki Kitamura - Maezono
- Saori Koide - Takeda Karin
- Jirō Satō - Kuroki Fumito
- Shun Oguri - Minamoto Munetaka
- Seiji Rokkaku - Ushijima Sadao
- Shigenori Yamazaki - Asano Shinpei
- Chizu Sakurai - Hashizume Ryoko
- Yōichi Nukumizu - Ichisaka Susumu
- Tatsuya Gashuin - Tominaga
- Nasubi come uomo coppia
- Satoru Matsuo - Thespa
- Iori Nomizu - Kagami Moe
- Yukino Kikuma - Housewife
- Takashi Yamanaka - Fuyuhiko
- Toshihiro Yashiba - freeter
- Kazuki Namioka - musicista otaku
- Yoshio Doi - Direttore
- Makoto Kakeda - uomo di mezza età
- Wararu Murakami - otaku Militare
- Tenten Kojima come studente Prep School
- Makoto Yumita - Bodybuilder
- Mizuno Tomonori - Moeta
- Yoko Nakajima - Sachiyo
- Toshiyuki Toyonaga - Sharp-dressed man
- Takao Kase - buon uomo che guarda
- Keisuke Ebihara - Tobita Koki
- Michiko Kichise - star ospite

## Episodi
1. A Love Being Watched Over by a Million People
2. I'm Off to my First Date; Big Transformation
3. Huge First Date Crisis!!
4. Summer! Big Surfing Crash Course
5. Big Anti-stalker Strategy
6. A (Love) Confession is the Beginning of All Your Troubles!
7. Getting Rid of my Nerdiness!! Birthday of Tears
8. Breaking Otaku's Tears
9. The Final War and Predictions of a Tragedy
10. The Ending Chapter! A Miraculous Change of Events
11. Greatest Confession in History!! Graduation Exercises of Tears

- Special 1: Train Man vs Guitar Man
- Film special 2: Densha otoko DELUXE - Saigo no seizen (電車男DELUXE 最後の聖戦?, Densha otoko DELUXE - Saigo no seizen)